# Fred Scarlett
Alexander Frederick "Fred" Yorke Scarlett (født 29. april 1975 i Ashford) er en engelsk tidligere roer og olympisk guldvinder.
Scarlett roede for Oxford University og havde pæn succes ved Henley. Han roede toer uden styrmand sammen med Steve Williams i en enkelt sæson, inden han kom med i den britiske otter i 1999. I denne båd vandt han VM-sølv samme år.
Han var også med i båden ved OL 2000 i Sydney, hvor otterens besætning ud over Scarlett bestod af Andrew Lindsay, Ben Hunt-Davis, Louis Attrill, Luka Grubor, Kieran West, Simon Dennis, Steve Trapmore og styrmand Rowley Douglas. I indledende heat blev briterne nummer to i deres heat efter Australien, men de kvalificerede sig til finalen efter sejr i opsamlingsheatet. I finalen lagde briterne sig i spidsen fra løbets begyndelse, og der blev de og sikrede sig guldet (den første britiske guldmedalje i disciplinen siden OL 1912) lidt under et sekund foran australierne, mens bronzen gik til Kroatien.
Han indstillede sin rokarriere efter OL-guldet og arbejder nu for Krug Champagne i Frankrig.

## OL-medaljer
- 2000:  Guld i otter